# Loram Kulon
Loram Kulon is een bestuurslaag in het regentschap Kudus van de provincie Midden-Java, Indonesië. Loram Kulon telt 7810 inwoners (volkstelling 2010).